# Сибига, Андрей Иванович
Андрей Иванович Сибига (укр. Андрій Іванович Сибіга; род. 1 января 1975, Зборов, Тернопольская область) — украинский дипломат и государственный деятель. Министр иностранных дел Украины с 5 сентября 2024 года.

## Биография
Родился 1 января 1975 года в Зборове, Тернопольская область. В 1997 году окончил Львовский национальный университет имени Ивана Франко по специальности «международные отношения».
В 1997—1998 годах работал в департаменте государственно-правовых вопросов Контрактно-правового департамента Министерства иностранных дел Украины, а с 1998 года работал в посольстве Украины в Польше.
В 2002—2003 годах был первым секретарём департамента правового и гуманитарного сотрудничества Офиса европейской интеграции Министерства иностранных дел Украины. В 2003—2005 годах возглавлял отдел международного правового сотрудничества Контрактно-правового департамента министерства иностранных дел.
В 2005—2006 годах был заведующим отделом международного права и законодательства в области внешней политики Департамента договорного права, а с 2006 года был заместителем директора договорно-правового департамента министерства иностранных дел Украины.
В 2008—2012 годах он был советником-посланником посольства Украины в Польше, а с 2012 годах руководил Департаментом консульской службы министерства иностранных дел Украины.
23 августа 2016 года был назначен послом Украины в Турции. 19 мая 2021 года был уволен с поста указом президента Владимира Зеленского.
С 31 мая 2021 года являлся заместителем главы Офиса президента Украины. 5 сентября 2024 года депутаты Верховной рады Украины проголосовала 258 голосами (при 226 необходимых) за назначение Андрея Сибиги министром иностранных дел Украины.
16 июля 2025 года правительство Дениса Шмыгаля был отправлено в отставку. 17 июля 2025 года стало известно, что в новом правительстве Юлии Свириденко, министр Сибига сохранил свою должность.

## Награды
- Орден «За заслуги» II степени (2021)[9]
- Орден «За заслуги» III степени (2020)[10]
- Командор ордена Великого князя Литовского Гядиминаса (2025, Литва)[11].